# Yie Ar Kung-Fu
A Yie Ar Kung-Fu (イー・アル・カンフー; Hepburn: Ī Aru Kanfū, ’Egy Kettő Kung-Fu’) egy eredetileg játéktermi verekedős játék, melyet a Konami fejlesztett. A játékot először 1984 októberében Japánban kezdték forgalmazni, majd 1985 márciusától világszerte. A játékot az 1984 májusában piacra dobott Karate Champ inspirálta, de míg ez inkább sportjáték, addig a Yie Ar Kung Fu egy gyors verekedős játék, mely stílust és hagyományt teremtett a műfajában.

## Alaptörténet
A Yie Ar Kung-Fu egy Oolong (az MSX és NES/Famicom verziókban: Lee) nevű kungfu mester küzdelmeit követi végig, mely karaktert Bruce Lee-ről mintázták. A játékos Oolongot irányítja és számos (a játéktermi változatban 11, a számítógépes változatokban 5-13) harcművésszel kell megvívnia a "Nagymesteri" címért, illetve apja emléke előtt tisztelegve becsületből, aki elhunyt a cím megszerzése közben.

## Játékmenet
| Szerző                   | Értékelés                    |
| ------------------------ | ---------------------------- |
| ACE                      | (C64, CPC)                   |
| Aktueller Software Markt | (BBC)                        |
| Crash                    | 92% (Spectrum)               |
| CVG                      | 34/40 (C64/BBC/CPC/Spectrum) |
| Sinclair User            | (Spectrum)                   |
| Zzap!64                  | 41% (C16, C+4)               |
| CVG                      | 37/40 (MSX)                  |
| Commodore User           | (C64)                        |
| Plus/4 World             | (C+4)                        |
| Arcade Museum            | (játékt.)                    |

| Szerző | Díj         |
| ------ | ----------- |
| Crash  | Crash Smash |

A Yie Ar Kung-Fu játék tehát egy verekedős játék, mely a versenyszerű harcművészetekben megszokott pontozásos rendszer helyett bevezette az egészségmérőt (health meter) és a gyors harcra helyezte a hangsúlyt. Oolong/Lee 16-féle mozgást, ütést, rúgást tud végrehajtani a joystick mozgatása és a tűzgombok kombinációi segítségével, míg ellenfelei szintén változatos támadásokra képesek és mindnek van speciális tulajdonsága. A főhős speciális tulajdonsága az extra nagy ugrás, mely a Blues nevű ellenfelet leszámítva egyedi képessége. A keleti harcművészeteknél bevett módon öklét és lábát használhatja a támadások során. Egy jól bevitt ütés vagy rúgás csökkenti az ellenfél életerejét és ugyanígy Oolong is sérül, ha nem tud hárítani egy támadást.
A játéktermi változatban két szinten folynak a harcok. Az első szint a "Hot Fighting History", mely egy barlangban zajlik. Az 5 ellenfél ezen a szinten: Buchu, Star, Nuncha, Pole és Feedle. A második szint a "Master Hand History", mely egy palota előterében folyik. Az ellenfelek egymás után: Chain, Club, Fan, Sword, Tonfon és Blues.

## Fogadtatás
Japánban a játéktermi játék a kiadás hónapjában a második legsikeresebbnek bizonyult. 1985 decemberében Észak-Amerikában hetedik helyezést ért el a játéktermi konverziók között a RePlay tabelláján, valamint az év legtöbb bevételt hozó játéka lett, A játéktermi játék Európában is üzleti siker volt.
A személyi számítógépekre kiadott konverziók is szép profitot termeltek. Az Egyesült Királyság éves eladási listáján első lett 1986-ban.

## Fordítás
- Ez a szócikk részben vagy egészben  a   Yie Ar Kung-Fu című angol Wikipédia-szócikk fordításán alapul.  Az eredeti cikk szerkesztőit annak laptörténete sorolja fel. Ez a jelzés csupán a megfogalmazás eredetét és a szerzői jogokat jelzi, nem szolgál a cikkben szereplő információk forrásmegjelöléseként.